# Peter Monau
Peter Monau (łac. Petrus Monavius; ur. 9 kwietnia 1551 r. we Wrocławiu, zm. 12 maja 1588 r. w Pradze) – niemiecki humanista pochodzący z Wrocławia, lekarz, autor pierwszej pracy doktorskiej z zakresu stomatologii, medyk przyboczny cesarza Rudolfa II Habsburga.
Pochodził ze starego śląskiego rodu szlacheckiego, który już w XIV w. posiadał majątki w powiatach oleśnickim i świdnickim. Był synem Stanisława Monaua, zmarłego 31 stycznia 1557 r. i Comorry, córki Petera Rhinfleischa z Rosławic. Miał starszego brata Jakuba urodzonego 6 grudnia 1546 r. Po przedwczesnej śmierci ojca (1557 r.) pierwsze nauki pobierał we Wrocławiu, gdzie wraz z bratem uczęszczał do szkoły przy kościele św. Elżbiety. Odbył kształcenie na poziomie niższym – trivium (retoryka, dialektyka i gramatyka), a następnie wyższym – quadrivium (arytmetyka, astronomia, geometria i muzyka).
Studia rozpoczął na uniwersytecie w Wittemberdze, gdzie najpierw uczęszczał na wydział sztuk wyzwolonych, a następnie wybrał kierunek medyczny. Po śmierci matki w 1572 r. powrócił do Wrocławia, aby wspólnie z bratem zająć się spadkiem i uporządkować sprawy finansowe rodziny. Jesienią następnego roku podjął kontynuację studiów. 16 września 1573 r. został immatrykulowany na uniwersytecie w Heidelbergu, gdzie w tym samym czasie studiowali również jego krewni: Johannes Monau i kuzyn Martin Schilling. 30 listopada 1573 r. na ten sam uniwersytet zapisał się Nicolaus Rhedinger z Wrocławia, który został najbliższym przyjacielem Petera Monaua. Ich nauczycielami byli: Thomas Erastus (Liebler), David Pareus (Wängler) oraz Christoph Schilling – rektor Collegium Sapientiae na Uniwersytecie Palatynackim. Wyjątkową opieką otoczył obu braci Monau inny wrocławianin, wybitny humanista, w latach 1560–1580 osobisty lekarz cesarzy z rodu Habsburgów, Johann Crato von Krafftheim.
Od jesieni 1575 r. Peter Monau przez dwa lata studiował na Uniwersytecie w Padwie. 1 listopada 1577 r. immatrykulował się na uniwersytecie w Bazylei i wkrótce przed dziekanem wydziału medycznego Felixem Platterem przeprowadził swoją dysertację doktorską. Na liście rozpraw doktorskich tej uczelni jest wpisana obrona jego tez w dniu 12 stycznia 1578 roku. Wpis dotyczący przyjęcia insygniów doktorskich znajduje się w rejestrze immatrykulacyjnym wydziału lekarskiego w Bazylei pod datą 20 kwietnia 1579 r.
Po swojej promocji Peter Monau osiadł we Wrocławiu, należącym wówczas do Korony Czeskiej, gdzie praktykował z dużym powodzeniem jako lekarz. W 1580 r. z polecenia Johanna Cratona von Krafftheim został powołany do Pragi na stanowisko lekarza przybocznego cesarza Rudolfa II Habsburga. Tu zapewne miał okazję poznać wiele innych wybitnych postaci renesansowej nauki, m.in. astronomów Tychona Brahe i Johannesa Keplera.
4 listopada 1585 r. Peter Monau ożenił się. Zmarł przedwcześnie w Pradze 12 maja 1588 r. Był jednym z najwybitniejszych Ślązaków epoki Odrodzenia. Współcześni mówili o nim jako o świetnym lekarzu, bystrym filozofie, znakomitym filologu biegłym w kilku językach. W powszechnej ocenie był człowiekiem spolegliwym i uczciwym, znakomicie łączącym wiedzę z pobożnością. Wspomnienie pośmiertne poświęcił mu jego przyjaciel Nicolaus Rhedinger. Epitafia na cześć Petera Monau ułożyli ponadto: Teodor Beza, Valens Acidalius i Gregor Bersmann.
Praca doktorska Petera Monaua pt. De dentium affectibus (O chorobach zębów), była pierwszą europejską pracą doktorską o tematyce stomatologicznej. W swojej dysertacji, wydrukowanej następnie w 1578 r. w Bazylei przez Leonardusa Osteniusa (w języku łacińskim) Monau przedstawił 54 tezy (przeważnie 1–3−zdaniowe), zajmując się zębami i związanymi z nimi zaburzeniami i chorobami. Pierwsze 15 tez omawiało anatomię zębów jako „kości, które zostały uszeregowane przez naturę w jamie ustnej dla koniecznego użycia przez ciało”. Następne tezy dotyczą funkcji zębów oraz chorób zębów i ich przyczyn. W tezie XXXV i następnych autor omówił leczenie zębów i stosowane do tego środki. W tezie XLIII mówił o usuwaniu zębów. Swoją pracę doktorską Monau zadedykował Johannowi Crato von Krafftheim, wówczas radcy cesarskiemu i osobistemu lekarzowi cesarza oraz - jak pisze - „swojemu wielce szanownemu Panu i Dobrodziejowi”.
Spuścizna naukowa Petera Monau składa się ponadto z dużej liczby listów i konsyliów, dotyczących różnorodnych problemów z wielu dziedziny medycyny.